# زنبورهای گردن‌دراز
زنبورهای گردن‌دراز (نام علمی: Aulacidae) نام یک تیره از بالاخانواده علم‌دارواران است.